# Otynczak białonosy
Otynczak białonosy (Tropideres albirostris) – gatunek chrząszcza z rodziny kobielatkowatych.

## Zasięg występowania
Europa i Azja. W Europie notowany w Austrii, na Białorusi, w Belgii, Bośni i Hercegowinie, Bułgarii, Czechach, Danii, we Francji, w Hiszpanii, Holandii, Luksemburgu, Niemczech, Polsce, Portugalii, Rumunii, na Słowacji, w Szwajcarii, Szwecji, na Ukrainie oraz we Włoszech. Oprócz tego występuje we wsch. Palearktyce i na Bliskim Wschodzie.
W Polsce występuje pospolicie na terenie całego kraju z wyjątkiem wyższych partii gór.

## Budowa ciała
Osiąga 3-6 mm długości. Przedplecze ma kształt trapezowaty.
Ubarwienie ciała czarno-białe, pstrokate. Głowa w większości biała, przedplecze czarne, pokrywy czarne z dużą białą plamą w tylnej części zwężająca się ku tylnym krawędziom. Golenie dwukolorowe - w białe i czarne przepaski. Czułki czarne u podstawy i na końcu oraz brunatne w środku.

## Biologia i ekologia

### Tryb życia i biotop
Występuje w lasach. Imago, będące formą zimującą, aktywne od marca do października.

### Odżywianie
Postacie dorosłe roślinożerne. Larwy rozwijają się w zmurszałym drewnie drzew liściastych, głównie z rodzajów buk, dąb oraz topola.